# Strangers All
Strangers All is een Amerikaanse dramafilm uit 1935 onder regie van Charles Vidor.

## Verhaal
De winkelier Murray Cater onderhoudt zijn moeder Anna en haar kinderen Dick, Lewis en Lily. Hij heeft zijn huwelijk met de boekhoudster Frances Farrell uitgesteld, omdat Dick graag acteur wil worden en Lewis socialist. Alle hoop is gericht op Lily, die nog naar de middelbare school gaat. Ze moet de ondersteuning krijgen van de bedrijfsjurist Frank Walker, maar ze is al vier dagen spoorloos.

## Rolverdeling
| Acteur           | Personage          |
| ---------------- | ------------------ |
| May Robson       | Anne Carter        |
| Preston Foster   | Murray Carter      |
| Florine McKinney | Lily Carter        |
| William Bakewell | Dick Carter        |
| James Bush       | Lewis Carter       |
| Samuel S. Hinds  | Charles Green      |
| Phillip Trent    | Patrick Gruen      |
| Suzanne Kaaren   | Frances Farrell    |
| Leon Ames        | Frank Walter       |
| Reginald Barlow  | Rechter            |
| Paul Stanton     | Openbare aanklager |